# کیم یول هو
کیم یول هو (انگلیسی: Kim Yool-ho؛ زادهٔ ۲۱ فوریهٔ ۱۹۸۵) بازیگر سینما، و بازیگر تلویزیون اهل کره جنوبی است.